# ۱۴۹۰ ک‌م
۱۴۹۰ ک‌م (به لاتین: 1490 km) یک منطقهٔ مسکونی در روسیه است که در باشقیرستان واقع شده‌است.